# 両部神道

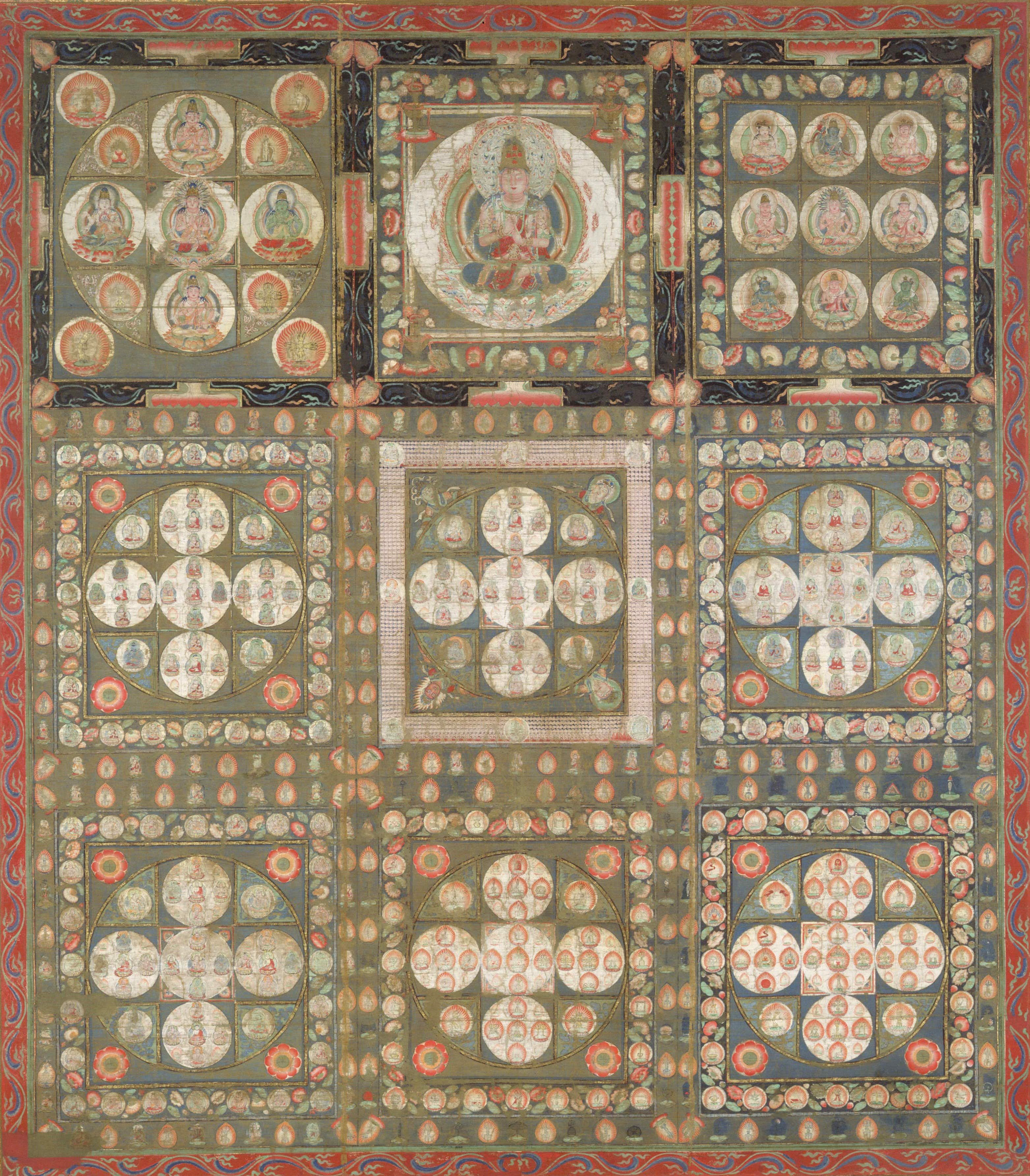
金剛界曼荼羅

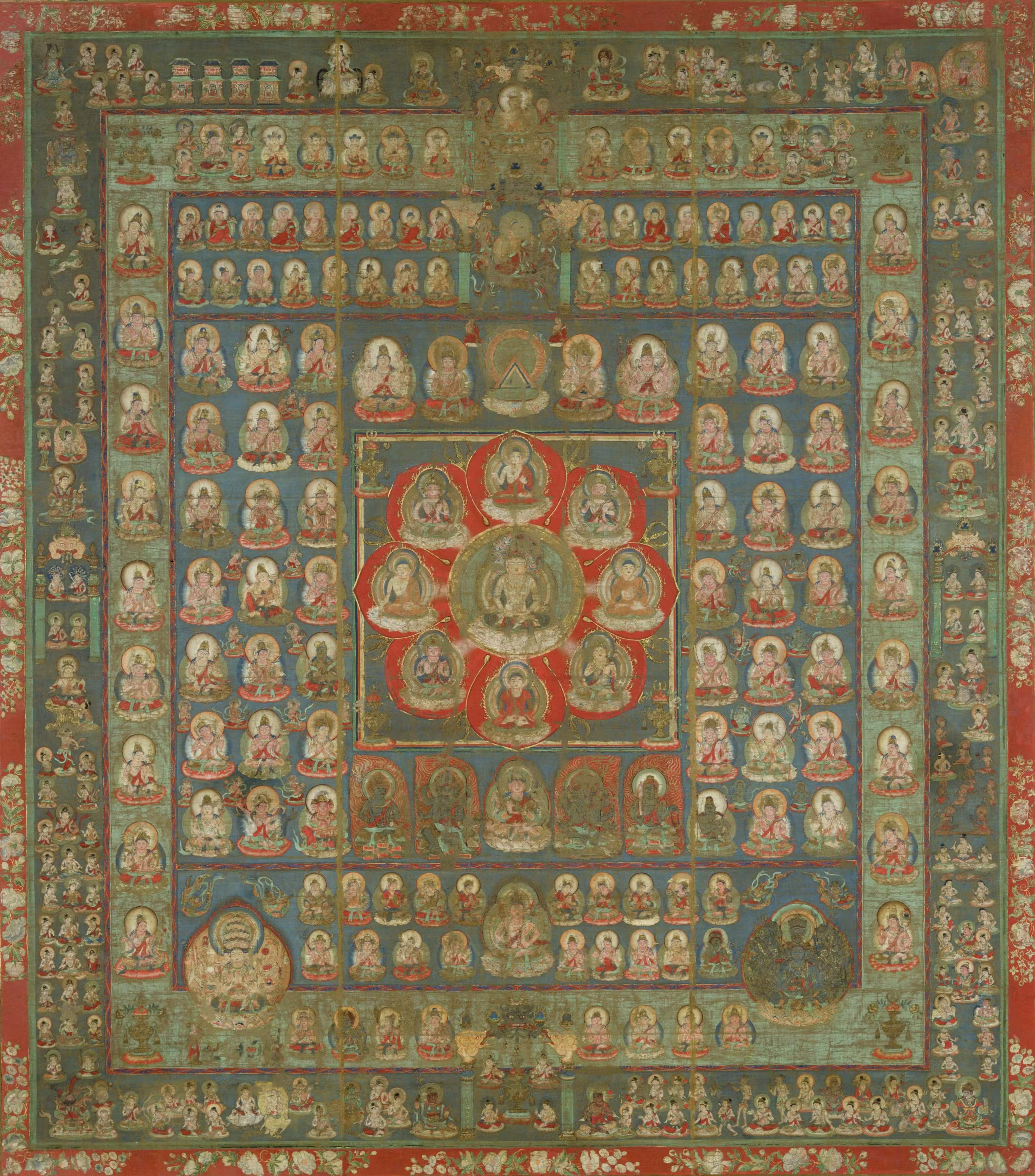
胎蔵曼荼羅

両部神道（りょうぶしんとう）とは、仏教の真言宗（密教）の立場からなされた神道解釈に基づく神仏習合思想である。両部習合神道（りょうぶしゅうごうしんとう）ともいう。

## 概要
密教では、宇宙は大日如来の顕現であるとされる。それは大日如来を中心にした金剛界曼陀羅と胎蔵曼陀羅の儀規として表現されている。この金剛界と胎蔵界の両部の曼陀羅に描かれた仏菩薩を本地とし、日本の神々をその垂迹として解釈した。

### 思想
両部神道では、伊勢内宮の祭神、天照大神は胎蔵界の大日如来であり、光明大梵天王であり、日天子であるとし、一方、伊勢外宮の豊受大神は、金剛界の大日如来であり、尸棄大梵天王であり、月天子であるとする。そして伊勢神宮の内宮と外宮は胎蔵界と金剛界の両部で、この両部が一体となって大日如来の顕現たる伊勢神宮を形成しているとした（二宮一光説）。両部神道とは、これによって神と仏の究極的一致を説明しようとしたところに注目した命名である。
また、日本書紀の三神に、仏教の如来の三身をあてはめ、国常立尊が法身、国狭槌尊が報身、豊斟渟尊が応身であるとし、この三神が合一して、密教の本尊である大日如来となるともした。 
また古事記の天神七代は過去七仏に等しく、また北斗七星の各星を表しているとされた。またイザナギ・イザナミ、諏訪神社の上社・下社、なども両部曼陀羅になぞらえられた。

## 歴史
両部神道の萌芽は仏教伝来にまでたどることができる。
仏教伝来により日本古来の信仰であった神道も多大な影響を受けた。日本の神々も仏法による解脱を望んでいるとして神前読経が行われるようになり、神社の境内に神宮寺が建てられ、仏像の影響を受けて神像も製作されるようになった。
やがて8世紀末頃から、日本の神々は仏と同体と考えられ、本地である仏が日本の人々を救済するために仮に神に姿を変えて現れたとする本地垂迹説が発生し、のちの神仏習合思想の基礎となった。
平安時代後期には、神道を理論的に説明する教説として僧侶による仏家の神道理論が成立した。当時の仏教界の主流であった密教二宗のうち、天台宗の教えを取り入れたのが山王神道、真言宗の教えを取り入れたのが両部神道である。
両派とも大祓詞の解説や、記紀神話などに登場する神や神社の祭神の説明が、当時の仏教界の主流だった密教の教義を用いてなされている。
いずれも、最澄・空海などに選者を仮託する神道書によっており、各神社の秘伝として伝授され、また一部は、修験道などを介して民間にも知られていった。これらは鎌倉時代に理論化され、後世多くの神道説を生み出していった。
これらの神道書のうち、後世に最も大きな影響を与えたのが、醍醐天皇が神泉苑に出現した龍女から受けた秘伝と称する『麗気記』である。この書は、伊勢神宮に関する真言密教に基づいた深秘説を集成しており、南北朝期以降、『日本書紀』と並ぶ中世神道の最も重要な聖典と見なされるようになった。

### 影響
両部神道はのちの神道説の展開に大きな影響をあたえ、中世には習合神道説の主流となって、御流神道、三輪神道などの多くの分流が生じた。
しかし、鎌倉時代末期から南北朝時代になると、僧侶による神道説に対する反動から、逆に、神こそが本地であり仏は仮の姿であるとする神本仏迹説をとなえる伊勢神道や吉田神道が現れ、江戸時代には神道の主流派の教義となっていく。
幕末から明治維新にかけ、明治元年（1868年）に出された廃仏毀釈および神仏分離により両部神道は壊滅的な打撃を受け、神道教義の主流派の地位を失った。